# 中国人民政治协商会议广西壮族自治区委员会
中国人民政治协商会议广西壮族自治区委员会，简称广西壮族自治区政协、政协广西壮族自治区委员会，是中国人民政治协商会议在广西壮族自治区的地方组织机构。

## 历届领导

### （省）第一届
- 任期：1955年2月－1958年3月
- 主席：陈漫远 → 刘建勋（1957年9月－）
- 副主席：陈再励、赵卓云、雷沛鸿、丘辰、石兆棠、黄荣、林虎（1956年12月－）

### （自治区）第二届
- 任期：1958年3月－1963年12月
- 主席：刘建勋 → 韦国清（1962年12月－）
- 副主席：黄荣、林虎、雷沛鸿、丘辰、黄惠良（1959年12月－）、陆秀轩（1959年12月－）、石兆棠（1959年12月－）、黄松坚（1962年12月－）

### 第三届
- 任期：1963年12月－1977年12月
- 主席：韦国清
- 副主席：雷沛鸿（－1967年7月）、陆秀轩、黄松坚、黄惠良、石兆棠、黄荣、丘辰（－1972年10月）
- 秘书长：祝惟干

### 第四届
- 任期：1977年12月－1983年5月
- 主席：覃应机 → 乔晓光（1979年12月－）
- 副主席：赵茂勋、钟枫、卢绍武、黄一平、莫乃群、陆秀轩、石兆棠、林克武、郑建宣、黄松坚、黄启汉、叶培、廖联原（1979年12月－）、覃士冕（1979年12月－）、阎光彩（1979年12月－）、李同文（1979年12月－）、刘国平（1979年12月－）、尚持（1979年12月－）、黄独峰（1979年12月－）、高天梅（1979年12月－）、孙仲逸（1979年12月－）、卢燕南（1979年12月－）、蓝昌法（1979年12月－）、秦似（1979年12月－）、阳太阳（1979年12月－）、杨宗德（1979年12月－）、莫树杰（1979年12月－）、张华（1981年2月－）

### 第五届
- 任期：1983年5月－1988年1月
- 主席：覃应机
- 副主席：廖联原、莫乃群、黄启汉、叶培、卢燕南、刘国平、黄独峰、孙仲逸、秦似、阳太阳、莫树杰、区济文（1985年7月－）、黄语扬（1985年7月－）

### 第六届
- 任期：1988年1月－1993年1月
- 主席：陈辉光
- 副主席：区济文、黄语扬、莫乃群、卢燕南、黄独峰、韦瑞霖、阳太阳、马明龙、姚克鲁、钟家佐（1989年1月－）、吴克清（1990年4月－）、侯德彭（1990年4月－）
- 秘书长：黄语扬（兼，1988年1月至1988年5月） → 陈宁（1988年5月至1989年1月代，1989年1月补选）

### 第七届
- 任期：1993年1月－1998年1月
- 主席：陈辉光
- 副主席：钟家佐、龙川、黄语扬、卢燕南（－1997年12月）、韦瑞霖、侯德彭、姚克鲁、吴克清、马明龙、贺祥麟、莫虚光、陈雷卿（1995年1月－）
- 秘书长：李振武（－1996年1月） → 刘汉生（1996年1月－）

### 第八届
- 任期：1998年1月－2003年1月
- 主席：陈辉光
- 副主席：袁正中、陈雷卿、王庆录、宋福民、俞曙霞、梁超然、陈震宇、卢湖山、邓浦东、梁裕宁
- 秘书长：刘汉生

### 第九届
- 任期：2003年1月－2008年1月
- 主席：马庆生
- 副主席：王汉民、姜兴和、俞曙霞、梁超然、卢湖山、邓浦东、梁裕宁、徐文彦、潘鸿权、章崇任、林国强（2007年1月－）

### 第十届
- 任期：2008年1月－2013年1月[4]
- 主席：马铁山
- 副主席：林国强、蒋济雄、李达球、蒋培兰、梁春禄（－2010年9月）、黄格胜、黄日波、彭钊、李彬

### 第十一届
- 任期：2013年1月－2018年1月
- 主席：陈际瓦
- 副主席：李达球、黄格胜、黄日波、彭钊、李彬、梁胜利、赖德荣、张秀隆、刘君
- 秘书长：禤沛钧

### 第十二届
- 任期：2018年1月－2023年1月
- 主席：蓝天立（2021年1月24日辞任[5]） → 孙大伟（2021年1月24日补选[5]）
- 副主席：黄道伟（2021年1月24日辞任[5]）、李康（2021年1月24日辞任[5]）、黄日波、陈刚、刘正东（2022年1月20日辞任[6]）、磨长英、彭晓春、钱学明、刘慕仁、严朝君（2021年1月24日补选[5]）、王乃学（2021年1月24日补选[5]）、黄洲（2021年1月24日补选[5]）、何辛幸（2021年1月24日补选[5]）、李彬（2022年1月20日补选[6]）、徐绍川（2022年1月20日补选[6]）、黄世勇（2022年1月20日补选[6]）、费志荣（2022年1月20日补选[6]）、周成方（2022年1月20日补选[6]）
- 秘书长：王西冀

### 第十三届
- 任期：2023年1月－
- 主席：孙大伟
- 副主席：徐绍川、费志荣、黄俊华、钱学明、王乃学、何辛幸、巫家世、刘咏梅、彭健铭
- 秘书长：卢能干